# 齐丹塔二世
齐丹塔二世（英語：Zidanta II），古王国的赫梯国王。继承塔胡尔瓦伊里之位，其统治时期赫梯维持和平，死后由胡齐亚二世继位。
| 前任： 塔胡尔瓦伊里 | 赫梯国王 | 继任： 胡齐亚二世 |